# Solskensjön
Solskensjön är en sjö i Örnsköldsviks kommun i Ångermanland och ingår i Gideälvens huvudavrinningsområde. Sjön har en area på 0,072 kvadratkilometer och ligger 246 meter över havet.

## Delavrinningsområde
Solskensjön ingår i det delavrinningsområde (708335-162754) som SMHI kallar för Ovan Remmarån. Medelhöjden är 281 meter över havet och ytan är 33,23 kvadratkilometer. Räknas de 40 avrinningsområdena uppströms in blir den ackumulerade arean 501,76 kvadratkilometer. Flärkån som avvattnar avrinningsområdet har biflödesordning 2, vilket innebär att vattnet flödar genom totalt 2 vattendrag innan det når havet efter 89 kilometer. Avrinningsområdet består mestadels av skog (77 procent) och sankmarker (16 procent). Avrinningsområdet har 0,14 kvadratkilometer vattenytor vilket ger det en sjöprocent på 0,4 procent.